# Smok Wawelski (rzeźba)
Smok Wawelski – rzeźba plenerowa z brązu autorstwa Bronisława Chromego z 1972 roku, przedstawiająca legendarnego smoka wawelskiego. Według pierwotnej koncepcji smok miał być częściowo zanurzony w wodach Wisły. Stwierdzono jednak, że śmieci niesione przez nurt rzeki będą osadzać się na rzeźbie. Dlatego w 1972 r. została ona osadzona na bloku nad Wisłą przy wzgórzu wawelskim, obok obecnego wyjścia ze Smoczej Jamy.
Wiosną 1973 r., wewnątrz rzeźby zamontowana została instalacja gazowa ziejąca ogniem; autorem i wykonawcą systemu gazowo-elektrycznego był Feliks Prochownik. Smok zieje ogniem co trzy minuty.
Rzeźba jest jedną z najsłynniejszych atrakcji turystycznych Krakowa.

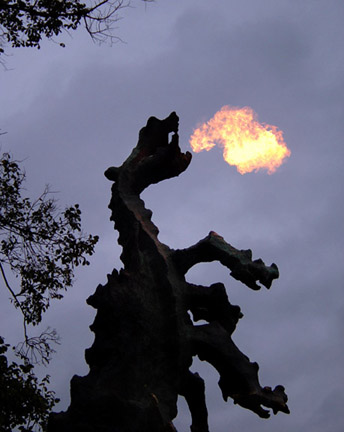
Zianie ogniem